# Contea di Elgin
La contea di Elgin è una contea dell'Ontario in Canada. Al 2006 contava una popolazione di 85.351 abitanti. Ha come capoluogo St. Thomas.